# تومي أتكينز
تومي أتكينز (بالإنجليزية: Tommy Atkins)‏ هو لاعب كرة قاعدة أمريكي، ولد في 9 ديسمبر 1887 في بونكا في الولايات المتحدة، وتوفي في 7 مايو 1956 في كليفلاند في الولايات المتحدة.

## وصلات خارجية
- تومي أتكينز على موقعبيزبول رفرنس.كوم (الدوري الرئيسي) (الإنجليزية)
- تومي أتكينز على موقعبيزبول رفرنس.كوم (الدوري الثانوي) (الإنجليزية)